# Ewan MacColl
Ewan MacColl, pseudonimo di James Henry Miller (Salford, 25 gennaio 1915 – Kensington e Chelsea, 22 ottobre 1989), è stato un cantautore, attivista, drammaturgo, poeta e produttore discografico britannico.

## Biografia
È stato uno dei principali interpreti del secondo Folk revival britannico e autore di standard come The First Time Ever I Saw Your Face e Dirty Old Town.
Nel 1973 ha vinto il Grammy Award alla canzone dell'anno, The First Time Ever I Saw Your Face, interpretata da Roberta Flack.
Politicamente era attivo nel Partito Comunista di Gran Bretagna.
Era il padre della cantante Kirsty MacColl.

## Discografia
Album solista
- Scots Street Songs (1956)
- Shuttle and Cage (1957)
- Barrack Room Ballads (1958)
- Still I Love Him (1958)
- Bad Lads and Hard Cases (1959)
- Songs of Robert Burns (1959)
- Haul on the Bowlin'(1961)
- The English and Scottish Popular Ballads (Child Ballads) (1961)
- Broadside Ballads, vols 1 and 2 (1962)
- Off to Sea Once More (1963)
- Four Pence a Day (1963)
- British Industrial Folk songs (1963)
- Steam Whistle Ballads (1964)
- Bundook Ballads (1967)
- The Wanton Muse (1968)
- Paper Stage 1 (1969)
- Paper Stage 2 (1969)
- Solo Flight (1972)
- Hot Blast (1978)
- Daddy, What did You Do in The Strike? (1985)

Collaborazione – A.L. Lloyd & Ewan MacColl, con Steve Benbow
- Gamblers and Sporting Blades (E.P.) (1962)

Collaborazione – Ewan MacColl and A.L. Lloyd
- Bold Sportsmen All: Gamblers & Sporting Blades (1962)
- A Sailor's Garland (1966)
- Blow Boys Blow (1967)

Collaborazione – A.L. Lloyd, Ewan MacColl, Louis Killen, Ian Campbell, Cyril Tawney, Sam Larner & Harry H. Corbett
- Blow the Man Down (EP) (1956)

Collaborazione – A.L. Lloyd & Ewan MacColl
- A Hundred Years Ago (EP) (1956)
- The Coast of Peru (EP) (1956)
- The Singing Sailor (1956)
- The English and Scottish Popular Ballads (The Child Ballads) Vol 1 (1956)
- The English and Scottish Popular Ballads (The Child Ballads) Vol 2 (1956)
- The English and Scottish Popular Ballads (The Child Ballads) Vol 3 (1956)
- The English and Scottish Popular Ballads (The Child Ballads) Vol 4 (1956)
- The English and Scottish Popular Ballads (The Child Ballads) Vol 5 (1956)
- Songs Against the Bomb (1960)
- English and Scottish Folk Ballads (1964)

Collaborazione – Bob & Ron Copper, Ewan MacColl, Isla Cameron, Seamus Ennis & Peter Kennedy
- As I Roved Out (1953–4)

Ewan MacColl & Peggy Seeger
- Popular Scottish Songs (1960)
- Classic Scots Ballads (1961)
- Chorus From The Gallows (1961)
- Jacobite Songs – The Two Rebellions 1715 and 1745 (1962)
- The Amorous Muse (1966)
- The Manchester Angel (1966)
- The Angry Muse (1968)
- Saturday Night at The Bull and Mouth (1977)
- Cold Snap (1977)
- Kilroy Was Here
- Freeborn Man
- Items of News (1986)
- Scottish Drinking and Pipe Songs
- Naming of Names (1990)
- The Jacobite Rebellions (1962)
- The Long Harvest 1 (1966)
- The Long Harvest 2 (1967)
- The Long Harvest 3 (1968)
- The Long Harvest 4 (1969)
- The Long Harvest 5 (1970)
- The Long Harvest 6 (1971)
- The Long Harvest 7 (1972)
- The Long Harvest 8 (1973)
- The Long Harvest 9 (1974)
- The Long Harvest 10 (1975)
- Blood and Roses (1979)
- Blood and Roses 2 (1981)
- Blood and Roses 3 (1982)
- Blood and Roses 4 (1982)
- Blood and Roses 5 (1983)

Ewan MacColl/The Radio Ballads (1958–1964)
- Ballad of John Axon (1958)
- Song of a Road (1959)
- Singing The Fishing (1960)
- The Big Hewer (1961)
- The Body Blow (1962)
- On The Edge (1963)
- The Fight Game (1964)
- The Travelling People (1964)